# Nusa Putera
Il Nusa Putera è un traghetto appartenente alla compagnia di navigazione indonesiana Putera Master Sarana Penyebrangen.

## Servizio
Varato il 31 luglio 1984 nel cantiere navale francese Ateliers et Chantiers du Havre di Le Havre e consegnato nel maggio del 1985 alla compagnia francese La Méridionale, prende servizio sui collegamenti tra Marsiglia e la Corsica.
Nel marzo del 2002 viene disarmato a Marsiglia e nel novembre successivo viene venduto alla neozelandese Strait Shipping, lasciando la Francia il 23 novembre con destinazione Wellington.
Il 3 marzo 2003 prende servizio nei collegamenti tra Wellington e Picton sotto le insegne della BluBridge.

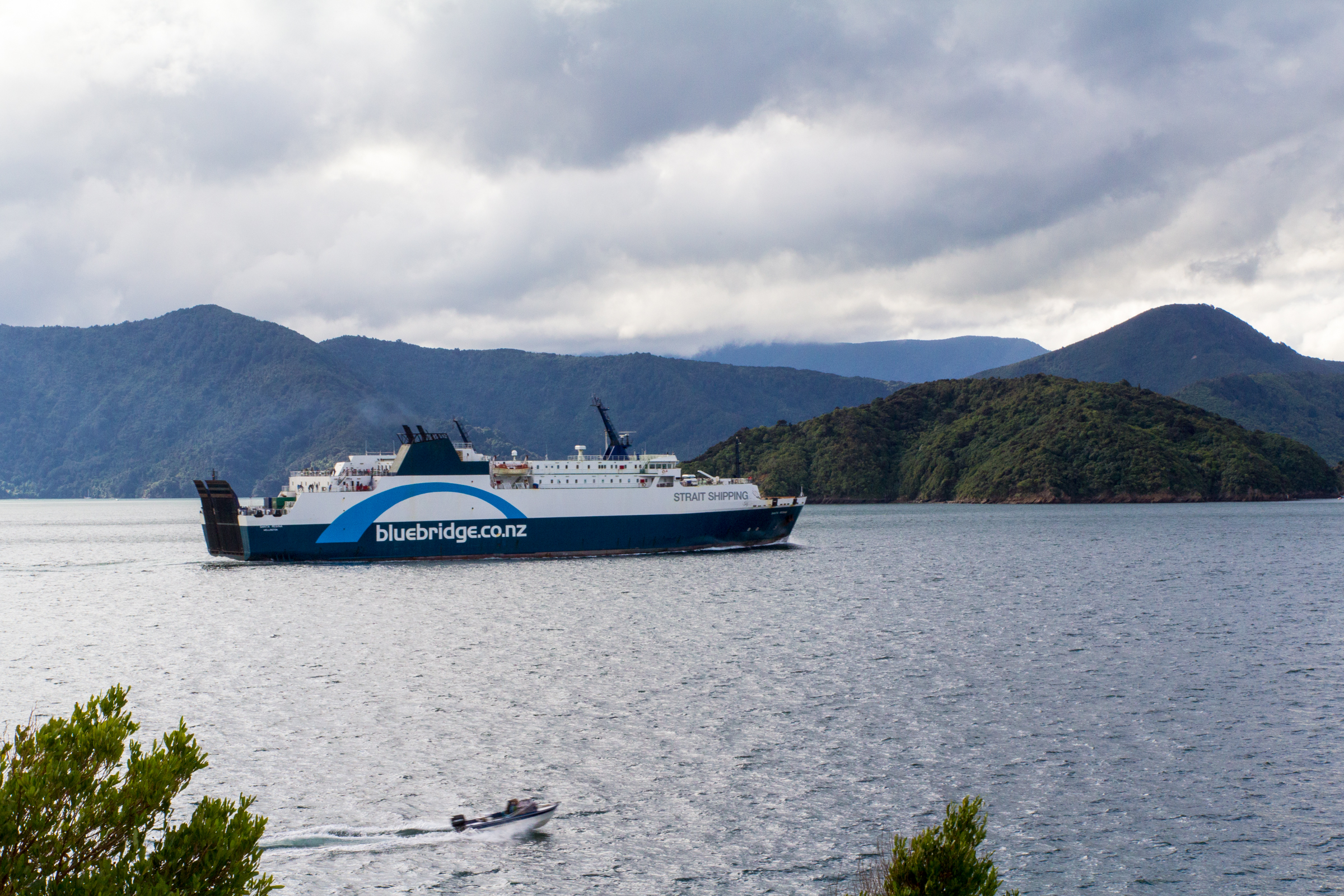
Il Santa Regina in navigazione verso Picton.

Il 2 maggio 2005 entra in collisione con una piccola imbarcazione da diporto, causando la morte di un passeggero di quest'ultima.
Nel settembre del 2015 viene venduto alla compagnia indonesiana  Putera Master Sarana Lines e, ribattezzato Nusa Putera, prende servizio nei collegamenti tra Giava e Sumatra.
Nel 2016 vengono eseguiti pesanti lavori di ristrutturazione e viene aggiunto un portellone a prua.
Il 27 dicembre 2018, durante l'imbarco di un camion, il portellone di poppa sul lato di dritta è ceduto, lasciando cadere il mezzo pesante in acqua.
Il 18 aprile 2020 si incaglia nel porto di Merak a causa del maltempo, venendo disincagliato solo il giorno dopo grazie all'assistenza di un rimorchiatore.

## Navi gemelle
- Monte Cinto